# Glochidion granulare
Glochidion granulare är en emblikaväxtart som beskrevs av Airy Shaw. Glochidion granulare ingår i släktet Glochidion och familjen emblikaväxter. Inga underarter finns listade i Catalogue of Life.